# Дженовези, Антонио
Антонио Дженовези (итал. Antonio Genovesi; 1 ноября 1712, Кастильоне-дель-Дженовези, Италия — 12 сентября 1769, Неаполь, Италия) — итальянский писатель, философ и экономист.

## Биография
Получил духовное образование, был посвящён в сан священника. В 1736 году переехал в Неаполь, где впоследствии преподавал метафизику в университете. В 1743 году появляется первый том его Disciplinarum Metaphysicarum Elementa, в 1745 году — руководство по логике и естествознанию.
В 1754 году в Неаполе была основана первая в Европе кафедра политической экономии, и Антонио Дженовези становится её профессором. В 1765 году Дженовези опубликовал первый в истории Италии труд по национальной экономике Lezioni di commercio o sia d’economia civile. Его экономические воззрения выражены в духе меркантилизма и умеренного протекционизма, особенно подчёркивает значение факторов производства и рассматривает функции денег шире, чем средство накопления и сбережения; выступает за экспроприацию церковных землевладений.
Антонио Дженовези считается родоначальником итальянской школы просветительской публицистики.

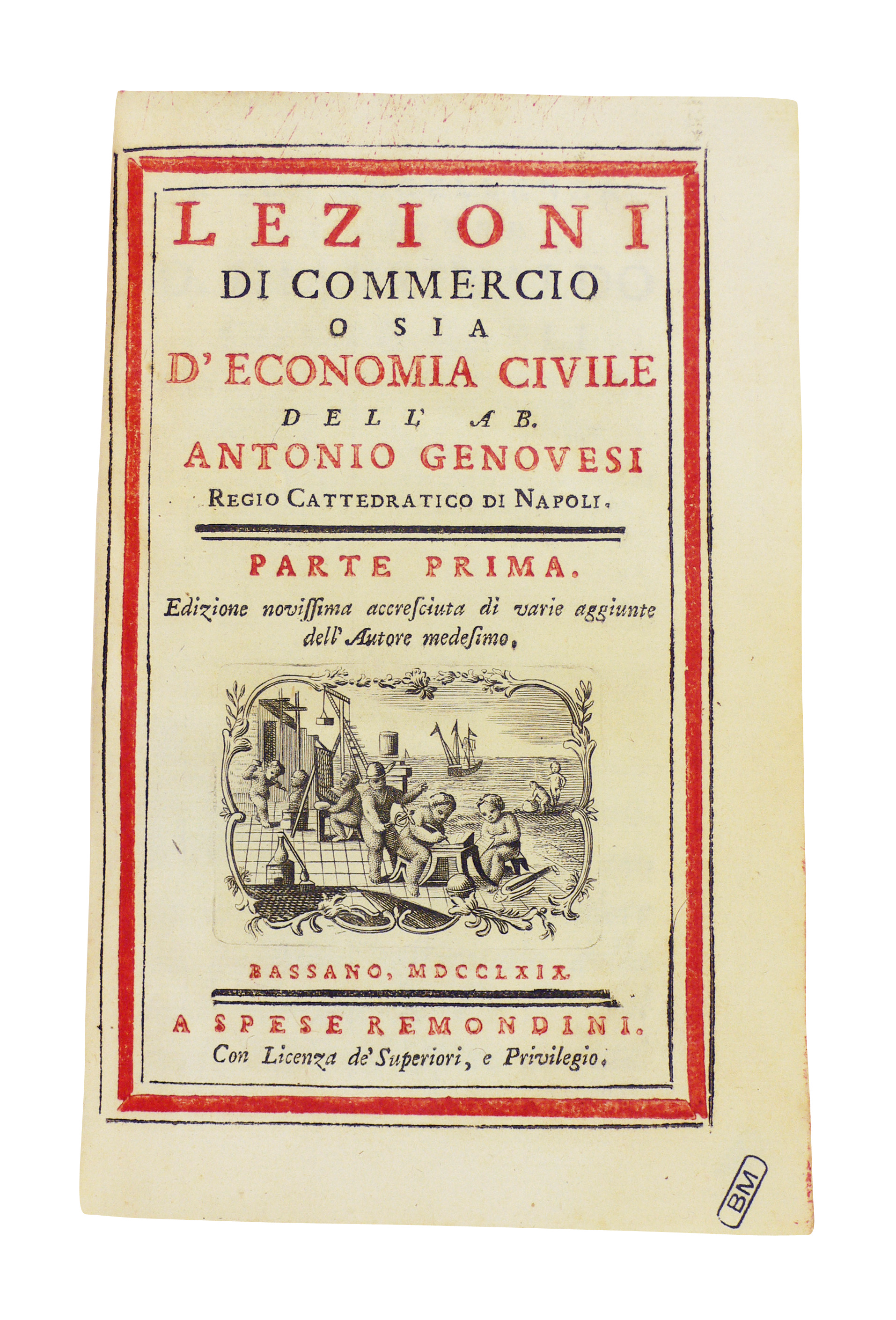
Lezioni di commercio, 1769.

## Список произведений
- Disciplinarum Metaphysicarum Elementa, 1743
- Meditazioni filosofiche, 1754;
- Lettere filosofiche, 1759;
- Lettere Accademiche, 1764;
- Elementi di Metafisica, 1743—1752;
- Delle Scienze Metafisiche;
- La logica;
- Logica e Metafisica;
- Diocesinae (o sia della Filosofia del Giusto e dell’Onesto), 1767;
- Memorie Autobiografiche.
- Антонио Дженовези Лекции о торговле, или О гражданской экономике = Lezioni di commercio o sia d’economia civile. — М.; СПб: Изд-во Института Гайдара; Факультет свободных искусств и наук СПбГУ, 2016. — 712 с. — (Серия «Новое экономическое мышление»). — ISBN 978-5-93255-473-9 ISBN 978-5-7133-1571-9